# Závada (Veľký Krtíš)
Závada (ungarisch Érújfalu – bis 1907 Závada, älter auch Zavada oder Zavoda) ist eine Gemeinde im Süden der Slowakei mit 392 Einwohnern (Stand 31. Dezember 2024). Sie gehört zum Okres Veľký Krtíš, einem Kreis des Banskobystrický kraj.

## Geographie

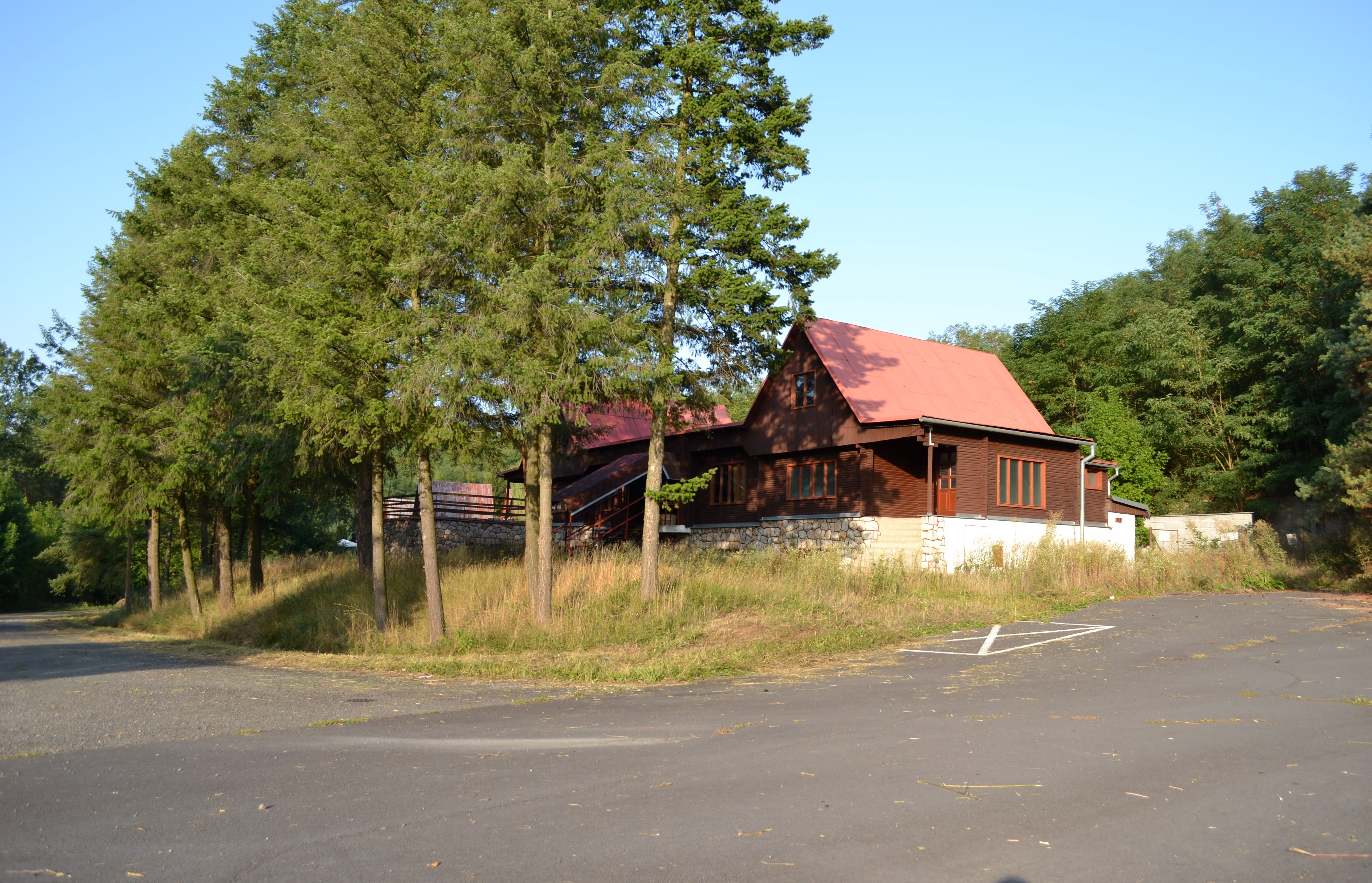
Rasthaus Závada beim Ort

Die Gemeinde befindet sich am Übergang von der Hochebene Krupinská planina in den Talkessel Ipeľská kotlina, im Tal des Baches Kakatka im Einzugsgebiet des Ipeľ. Das Ortszentrum liegt auf einer Höhe von 229 m n.m. und ist 17 Kilometer von Veľký Krtíš entfernt.
Nachbargemeinden sind Ľuboreč im Norden und Osten, Dolná Strehová im Süden, Chrťany im Westen und Pravica im Nordwesten.

## Geschichte
Závada wurde zum ersten Mal 1393 als Zaoud schriftlich erwähnt und war Teil der Herrschaft Divín, ab dem 18. Jahrhundert teilweise der Herrschaft Blauenstein. 1828 zählte man 34 Häuser und 454 Einwohner, die als Landwirte und Viehhalter beschäftigt waren.
Bis 1918/1919 gehörte der im Komitat Neograd liegende Ort zum Königreich Ungarn und kam danach zur Tschechoslowakei beziehungsweise heute Slowakei.

## Bevölkerung
| Jahr                | 1994 | 2004     | 2014    | 2024     |
| ------------------- | ---- | -------- | ------- | -------- |
| Anzahl der Personen | 482  | 540      | 502     | 392      |
| Unterschied         |      | +12,03 % | −7,03 % | −21,91 % |

| Jahr                | 2023 | 2024    |
| ------------------- | ---- | ------- |
| Anzahl der Personen | 401  | 392     |
| Unterschied         |      | −2,24 % |

Gemäß der Volkszählung 2011 wohnten in Závada 519 Einwohner, davon 437 Slowaken, sechs Magyaren, fünf Ukrainer und ein Tscheche. Ein Einwohner gab eine andere Ethnie an und 69 Einwohner machten keine Angabe zur Ethnie.
198 Einwohner bekannten sich zur römisch-katholischen Kirche, 169 Einwohner zur römisch-katholischen Kirche, sechs Einwohner zur orthodoxen Kirche, jeweils drei Einwohner zur evangelisch-methodistischen Kirche und zur griechisch-katholischen Kirche. 54 Einwohner waren konfessionslos und bei 86 Einwohnern wurde die Konfession nicht ermittelt.

## Bauwerke
- evangelische Kirche im klassizistischen Stil aus dem Jahr 1822, mit einem Altar im Spätrenaissancestil aus dem Jahr 1659

## Verkehr
Durch Závada führt die Straße 1. Ordnung 75 zwischen Veľký Krtíš und Lučenec.